# Amicia zygomeris
Amicia zygomeris är en ärtväxtart som beskrevs av Dc. Amicia zygomeris ingår i släktet Amicia och familjen ärtväxter. Inga underarter finns listade i Catalogue of Life.

## Bildgalleri

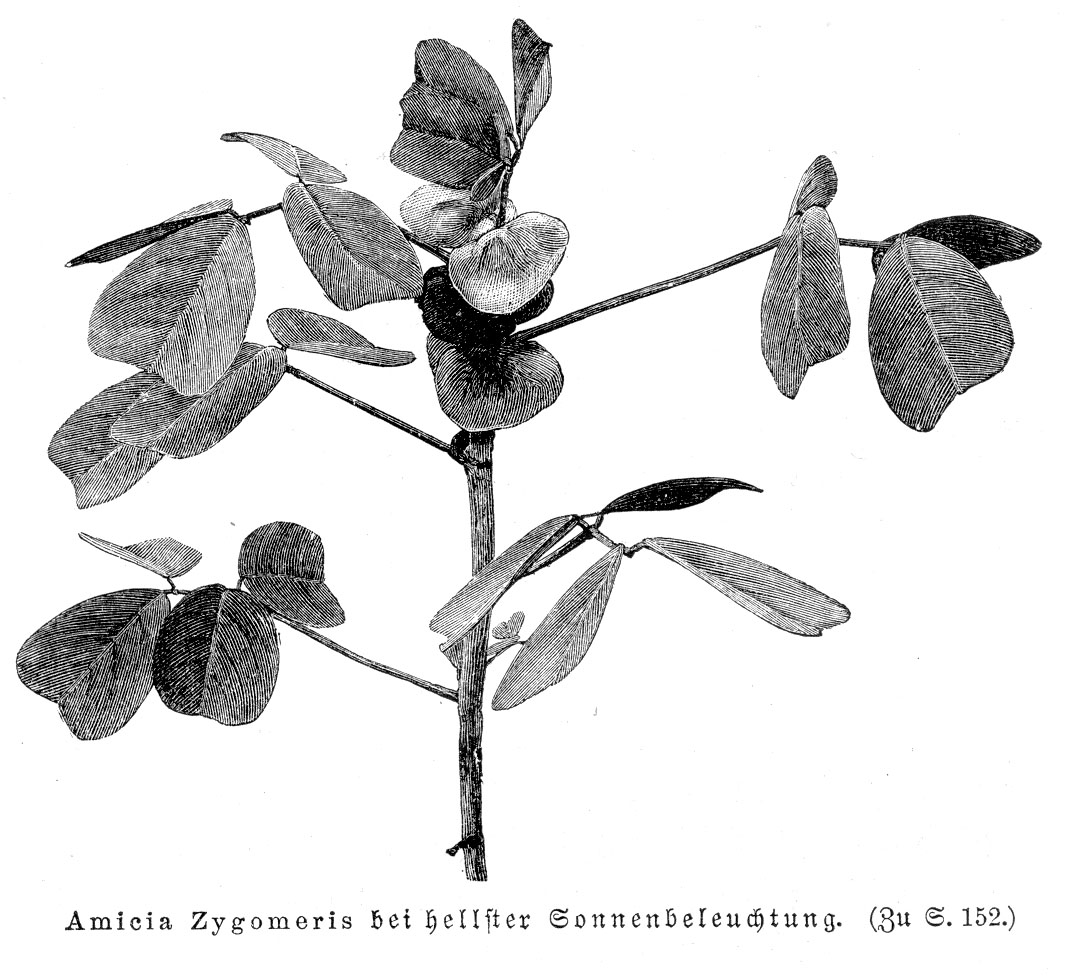
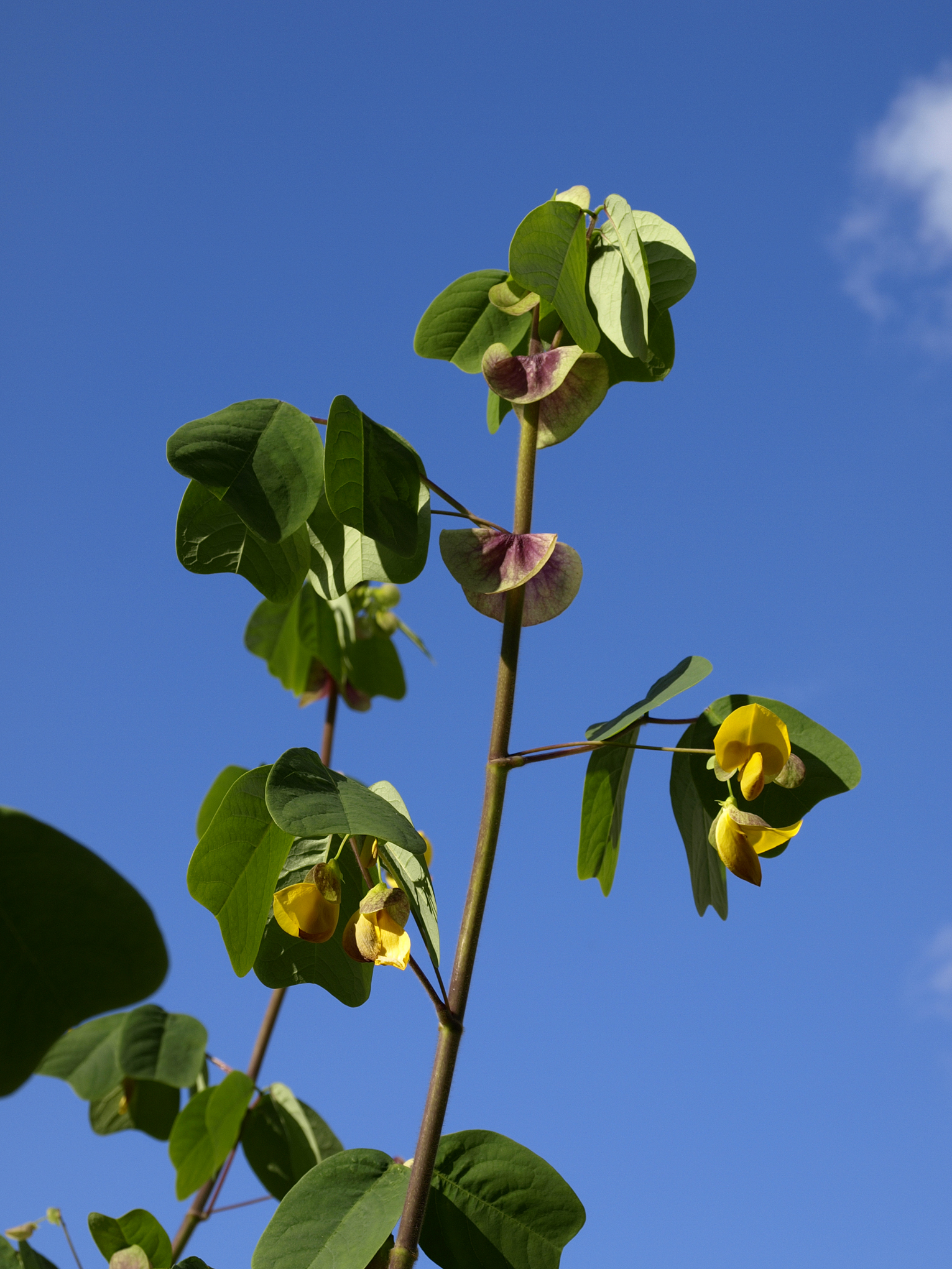